# Rolf Hüpen
Rolf Hüpen (* 29. Mai 1953 in Kempen) ist ein deutscher Wirtschaftswissenschaftler.

## Leben
Nach dem Studium (1973–1977) der Wirtschaftswissenschaft an der Ruhr-Universität Bochum (Abschluss als Diplom-Ökonom) war er von 1977 bis 1986 wissenschaftlicher Mitarbeiter am Lehrstuhl für Wirtschaftslehre, insbesondere Theoretische Volkswirtschaftslehre III (Lehrstuhlinhaber: Tycho Seitz, Fakultät für Wirtschaftswissenschaft, Ruhr-Universität Bochum). Nach der Promotion 1982 zum Dr. rer. oec. war er von 1986 bis 1992 Hochschulassistent an der Fakultät für Wirtschaftswissenschaft der Ruhr-Universität Bochum. Nach der Habilitation 1993 für das Fach Volkswirtschaftslehre ist er seit 1997 für die Ausbildung in Wirtschaftsstatistik an der Fakultät für Wirtschaftswissenschaft der Ruhr-Universität Bochum zuständig (1998 Ernennung zum außerplanmäßigen Professor).
Seine Forschungsschwerpunkte sind Wirtschaftstheorie, speziell mikroökonomische Theorie, und normative Grundlagen der Theoriebildung, Wirtschaftsstatistik, Umweltökonomik und Wohnungs- und Immobilienwirtschaft.

## Schriften (Auswahl)
- Zur ökonomischen Theorie des Recycling. Der Einfluß von Wiederverwendungskreisläufen auf die Preisbildung. Bern 1983, ISBN 3-8204-7610-5.
- Arbeitszeit, Betriebszeit und Beschäftigung. Produktionstheoretische Grundlagen und Beschäftigungseffekte kollektiver Arbeitszeitverkürzungen. Wiesbaden 1994, ISBN 3-8244-6059-9.